# Simaro Lutumba
 (octobre 2019).
Si vous disposez d'ouvrages ou d'articles de référence ou si vous connaissez des sites web de qualité traitant du thème abordé ici, merci de compléter l'article en donnant les références utiles à sa vérifiabilité et en les liant à la section « Notes et références ».
Simon Lutumba Ndomanueno, surnommé Lutumba Simaro Masiya, né le 19 mars 1938 et mort le 30 mars 2019 est un guitariste rythmique, auteur-compositeur congolais et membre du groupe de rumba congolaise TP OK Jazz qui a dominé la scène musicale congolaise des années 1959 aux années 1980.

## Biographie
Simaro est né à Leopoldville (l'actuel Kinshasa). Ses parents angolais ont émigré au Congo Kinshasa, où il a commencé sa carrière musicale.

## Carrière
En 1961, après avoir quitté le groupe Congo Jazz, Simaro Lutumba rejoint Franco Luambo Makiadi pour former O.K. Jazz (« Orchestre Kinshasa »). Plus tard, Josky Kiambukuta les a rejoints, puis plus tard encore, Ndombe Opetum. Pendant quelque temps, Youlou Mabiala et Madilu System ont joué avec OK Jazz avant de se lancer dans une carrière solo. Pendant de nombreuses années, Simaro a été vice-président du groupe et a dirigé le groupe lors des longs voyages de Franco en Europe dans les années 1980. En 1974, il compose la chanson à succès du groupe, Mabele interprétée par Sam Mangwana, qui lui vaut le surnom de « Poet ». À la fin des années 1970, il fut emprisonné à la prison de Makala, avec Franco et d'autres musiciens, pour deux chansons jugées obscènes par les autorités. Selon les experts, Lutumba est considéré comme l'un des plus grands poètes, chanteurs et philosophes de la musique congolaise.
Après le décès de Franco en 1989, Simaro rencontra la famille du dernier chef de bande et accepta de partager les revenus de 70% à 30% avec la famille. Simaro s'occuperait des musiciens et la famille des avocats, des maisons de disques et des autres intervenants techniques. Cependant, en 1993, OK Jazz s'est séparé en raison de désaccords sur le partage des fonds. En janvier 1994, Simaro a formé Bana OK, avec une trentaine de musiciens d'OK Jazz, pour la plupart d'entre eux.

## Discographie
On attribue à Simaro la composition de nombreuses chansons du groupe TP OK Jazz, notamment:
- Likambo Zi Tu Zoto Esilkata Te, chantée par Michel Boyibanda, Josky Kiambukuta et Sam Mangwana
- Oko Regretter Ngai Mama, chantée par Michel Boyibanda, Josky Kiambukuta, Wuta Mayi et Lola Checain
- Bodutaka, chantée par Sam Mangwana, Michel Boyibanda, Josky Kiambukuta et Lola Chécain
- Mabele (1974), chantée par Sam Mangwana
- Eau Benite, chantée par Madilu System
- Maya (1984), chantée par Carlyto Lassa
- Testament il y a Bowule, chantée par Malage de Lugendo
- Vaccination, chantée par Kiesse Diambu
- Ebale ya Zaire, chantée par Sam Mangwana
- Faute Ya Commercant, chantée par Sam Mangwana
- Cedou, chantée par Sam Mangwana, Michel Boyibanda & Franco
- Bisalela, chantée par Youlou Mabiala, Josky Kiambukuta, Michel Boyibanda et Wuta Mayi
- Mbongo, chantée par Djo Mpoyi
- Salle d'attente, chantée par Ferre Gola, Josky Kiambukuta, M'bilia Bel et Papa Wemba
- Kadima,chantée par Djo Mpoyi